# Lentamente (canción de Ana Mena)
«Lentamente» es una canción y sencillo de la cantante española Ana Mena, lanzada el 24 de marzo de 2023 por el sello discográfico Sony Music España. Fue incluida como la primera canción de su segundo álbum de estudio titulado Bellodrama (2023).

## Video musical
El video musical de la canción ha sido dirigido por Willy Rodríguez, que ya había trabajado con Ana Mena en otros videos musicales. La pieza muestra a la intérprete tumbada en una cama al inicio, la joven se encuentra en un dormitorio desordenado en el que se toma una copa, se mira en un espejo y no puede contener las lágrimas al recordar una historia de amor.